# Ana Schäffer
Santa Anna Schäffer (Mindelstetten, 18 de febrero de 1882-Mindelstetten, 5 de octubre de 1925) fue una mujer alemana que vivía en Mindelstetten en Baviera. Fue canonizada por el papa Benedicto XVI el 21 de octubre de 2012.

## Beatificación y canonización
Después de su muerte se hizo común visitar su tumba para tener oraciones contestadas. Desde 1929, se han reportado más de 15 000 milagros atribuidos a tales oraciones. En 1998, 551 milagros supuestamente obtenidos por su intercesión se registraron en la parroquia de Mindelstetten.
Schäffer fue propuesta para la beatificación en 1973, más de 20 000 cartas y testimonios fueron recogidos como parte de un examen detallado de su caso.